# Gudbrand Skatteboe
Gudbrand Gudbrandsen Skatteboe (ur. 18 lipca 1875 w Øystre Slidre, zm. 3 kwietnia 1965 tamże) – norweski strzelec, wielokrotny medalista olimpijski.

## Kariera sportowa
Wziął udział w trzech edycjach igrzysk olimpijskich, w latach 1908-1920, na każdych z tych zawodów zdobył po jednym medalu. Ponadto zdobył medal na Olimpiadzie Letniej 1906.